# Centre météorologique régional spécialisé
Dans le cadre de la veille météorologique mondiale, les Centres météorologiques régionaux spécialisés de l'OMM sont un programme de coordination conçu par l'Organisation météorologique mondiale (OMM) pour répartir entre des services météorologiques nationaux les responsabilités concernant la diffusion de l'information météorologique et l'émission d'avertissements. Cette répartition est arrêtée par consensus lors des assemblées de l'OMM.

## Programmes
Chacune des nations dispose d'un service météorologique adapté aux besoins et demande de sa population. Mais les phénomènes météorologiques ne connaissent pas de frontières et une coordination est nécessaire entre ces services nationaux. Le programme de centres régionaux spécialisés de l'OMM a été mis au point pour répondre à cette nécessité. 
Le programme prévoit deux catégories : les centres à spécialisation régionale et les centres à activité spécialisée. 
- Les centres à spécialisation régionale sont le point de diffusion des données météorologiques dans leur région.
- Les centres à activité spécialisée sont chargés de la coordination de la prévision des cyclones tropicaux, des cendres volcaniques et des modèles de prévision numérique du temps à moyen terme.

### Centres à spécialisation régionale
La fonction de chaque centre à spécialisation régionale est d'être l'interface entre les divers centres météorologiques d'une région et le reste du monde quant à la distribution des données. Il peut s'agir également d'un pôle d'expertise dans l'analyse à échelle fine des données ou dans l'élaboration de modèles de prévision numérique du temps à méso-échelle pour des périodes allant de 12 heures à 48 heures. 
| Région | Centres                                                               |
| ------ | --------------------------------------------------------------------- |
| I      | Alger, Tananarive, Le Caire, Dakar, Lagos, Nairobi, Tunis/Casablanca  |
| II     | Beijing, Jeddah, Khabarovsk, New Delhi, Novossibirsk, Tachkent, Tokyo |
| III    | Brasilia, Buenos Aires                                                |
| IV     | Miami, Montréal                                                       |
| V      | Darwin (Australie), Melbourne, Wellington                             |
| VI     | Bracknell, Moscou, Offenbach am Main, Rome                            |

### Centres à spécialisation d'activité
L'OMM a attribué à certains centres des spécialisations en rapport avec leur expertise dans certains domaines afin qu'ils fournissent localement des produits adaptés aux besoins trans-nationaux. Ces domaines sont la météorologie maritime dans les eaux internationales, la météorologie aéronautique au-dessus de océans, la prévision à moyen et long terme, les cyclones tropicaux, les urgences environnementales, le suivi des sécheresses et du climat. 

#### Prévisions
La prévision à moyen et long terme est confiée au Centre européen de prévision météorologique à moyen terme. Les prévisions maritimes et aéronautique hors des frontières nationales font partie d'autres accords. 

#### Programme d'activité tropicale

##### Buts
Le programme tropical fait partie du programme de veille météorologique mondiale de l'OMM et a pour but de coordonner les activités des services nationaux de prévision des cyclones tropicaux afin de minimiser les pertes de vie et les dommages matériels. À cette fin, les participants décident en réunion de la répartition des tâches au niveau national et régional des responsabilités des pays : 
- Coordination de la diffusion des données météorologiques et hydrologiques appropriées entre les pays ;
- Pays membres qui se voient, selon leurs capacités, chargés de la surveillance de larges zones océaniques en vue de prévoir les déplacements des systèmes tropicaux. Les pays restent individuellement responsables des alertes météorologiques sur leur territoire ;
- Décision sur les listes de noms des cyclones tropicaux et ceux retirés après un événement particulièrement important ;

Le programme encourage et assiste également tous les membres dans le développement de modèles de prévision numérique à l'échelle des systèmes tropicaux afin de mieux prévoir leur déplacement, leurs vents, leurs précipitations et autres phénomènes associés. Il promeut l'information aux populations sur les risques des systèmes tropicaux et les moyens à prendre pour les minimiser, ainsi que la sensibilisation aux messages de veilles et d'alertes météorologiques de chaque pays. Il incite les membres à préparer un plan d'Urgence en cas de désastre causé par un système tropical.

##### Bassins tropicaux
| Bassins et Centre de l'OMM responsable,                      | Bassins et Centre de l'OMM responsable, |
| Basin océanique                                              | Centre responsable |
| ------------------------------------------------------------ | --- |
| Atlantique Nord                                              | National Hurricane Center (Miami) |
| Pacific Nord-est                                             | National Hurricane Center (Miami) |
| Pacific Centre-nord                                          | Central Pacific Hurricane Center (Honolulu) |
| Pacific Nord-ouest                                           | Agence météorologique du Japon (Tokyo) |
| Pacific Sud et Sud-ouest                                     | Fiji Meteorological Service (Nadi)† Meteorological Service of New Zealand Limited (Wellington) Papua New Guinea National Weather Service (Port Moresby)† Bureau of Meteorology (Darwin et Brisbane)† |
| Indien Nord                                                  | India Meteorological Department (New Delhi) |
| Indien Sud-ouest                                             | Centre météorologique régional spécialisé cyclones de La Réunion (Météo-France) |
| Indien Sud-est                                               | Bureau of Meteorology† (Perth) Agence de météorologie, climatologie et géophysique d'Indonésie (Jakarta)†                                                                                            |
| †: Indique un centre d'avertissements des cyclones tropicaux | |

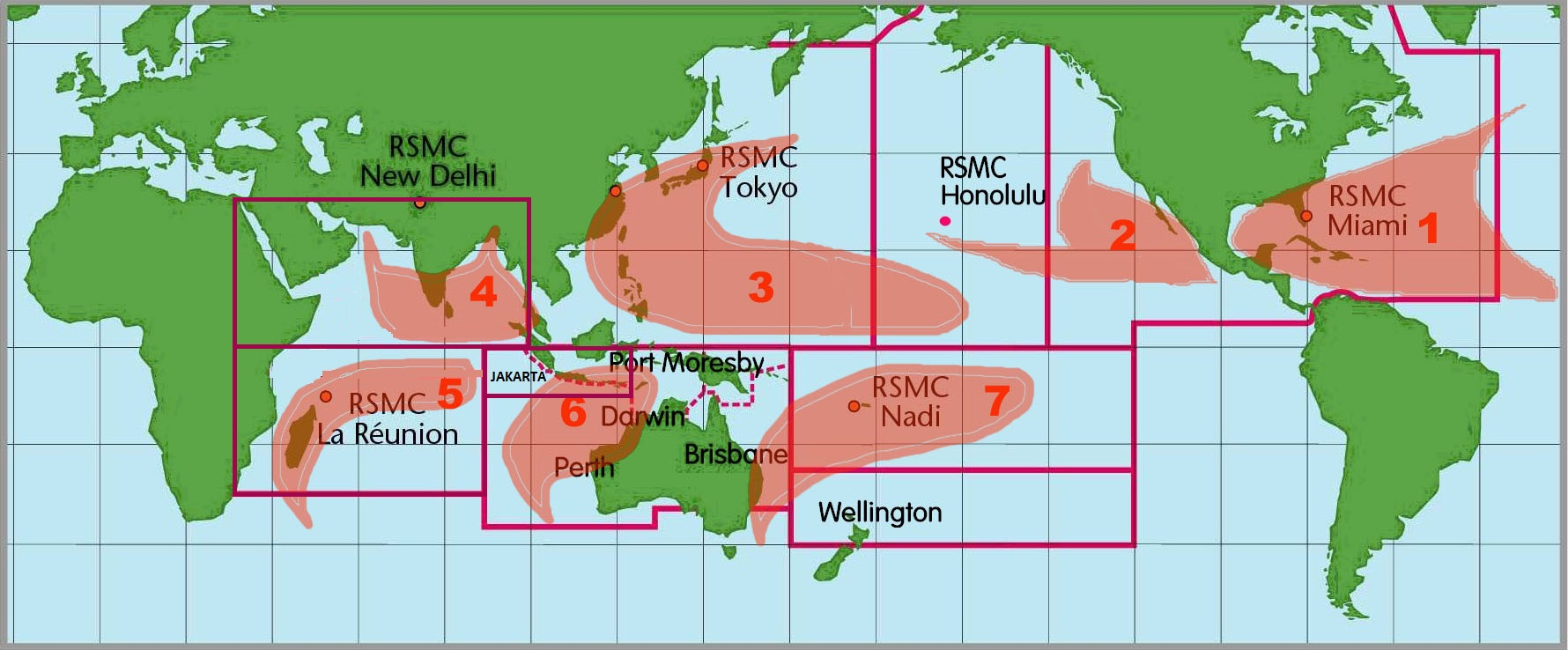
Les différents bassins et leurs centres régionaux.

Les cyclones tropicaux se forment sur les eaux chaudes des océans près de l'équateur. On en dénombre une moyenne de 86 par année, dont 47 deviendront majeurs et atteindront la catégorie 3,. Ils se déplacent selon des trajectoires assez bien connues, réparties sur sept bassins :
- Atlantique Nord : Les ouragans s'y forment en général entre les Îles du Cap-Vert et les Antilles. Ils vont affecter les pays autour du Golfe du Mexique et la côte est de l'Amérique du Nord. Le nombre de ces systèmes varie beaucoup d'une année à l'autre, entre un et plus de vingt, avec une moyenne de dix ouragans nommés[7],[6]. À l'occasion, après leur transition en cyclones extratropicaux, certains de ces systèmes vont atteindre l'Europe comme une très forte dépression et causer des dommages comme cela a été le cas en 2006 avec les restes de l'ouragan Gordon qui ont donné de très forts vents en Espagne et au Royaume-Uni en septembre[8]. L'ouragan Vince, quant à lui, n'a pas traversé l'Atlantique depuis les Açores, mais s'est dirigé vers l'Espagne. Il toucha terre près de Huelva comme une dépression tropicale et devint ainsi le premier système tropical de l'histoire à toucher la péninsule ibérique[9].
- Le Pacifique est divisé en trois bassins : Nord-est, Nord-ouest et Sud-ouest ; 
  - Pacifique Nord-est : il s'agit du bassin générant le plus grand nombre de cyclones tropicaux par unité de surface, mais le second en quantité. Les ouragans se forment en général le long de la côte ouest du Mexique, moins souvent près de la côte des États-Unis ou de l'Amérique centrale, et se dirigent vers le Nord-ouest. Les régions affectées sont surtout celles de la formation de l'ouragan, puisque par la suite ils se perdent sur les eaux océaniques et ne traversent généralement pas vers l'ouest du Pacifique[6]. Aucun de ces ouragans n'a touché terre le long de la côte américaine selon les rapports officiels, mais en 1858, une tempête donnant des vents de 65 nœuds (force minimale d'ouragan de l'Échelle de Saffir-Simpson) a affecté San Diego (Californie) et pourrait avoir été la frange est d'un ouragan[10]. De plus, des ouragans passant au large ont donné des vents de tempête sur la côte californienne en 1939, 1976 et 1997[10].
  - Pacifique Nord-ouest : c'est le bassin le plus actif avec un tiers des cyclones tropicaux mondiaux. Les typhons qui se forment en mer affectent les côtes de l'Asie du Sud-Est et de l'est, en particulier les côtes de la Chine, du Japon, de la Corée, de Hong Kong, des Philippines, de Taïwan, du Viêt Nam, de l'Indonésie et des îles de l'Océanie. Les côtes de la République populaire de Chine subissent sont celles qui subissent le plus les assauts directs par ces systèmes[11] et les Philippines en subissent de six à sept annuellement[12].
  - Pacifique Sud-ouest : l'activité tropicale dans cette région affecte l'Australie et les îles de l'Océanie. Les systèmes se rendent rarement sous leur forme tropicale à la latitude de Brisbane, mais peuvent affecter la côte australienne plus au sud ainsi que la Nouvelle-Zélande en tant que dépression extra-tropicale[13].
  - Entre les bassins Nord-est et Nord-ouest, les îles Hawaï sont les seules terres et on définit un sous bassin autour de celles-ci : le bassin Pacifique Centre-nord.
- L'océan Indien est divisé en trois secteurs :
  - Indien Nord : ce bassin est subdivisé en deux zones : le Golfe du Bengale et la mer d'Arabie. La première zone a 5 à 6 fois plus de cyclones tropicaux que la deuxième et elle est bordée par une des plus grandes densités humaines avec l'Inde, le Bangladesh, le Sri Lanka, la Thaïlande, le Myanmar et le Pakistan. La répartition annuelle pour les deux zones présente un double pic, en avril et mai d'abord, puis en octobre et novembre, soit avant et après la mousson[14]. Les cyclones ayant causé le plus de victimes se sont produits dans cette région, incluant cyclone de Bhola en 1970 qui tua 200 000 personnes.
  - Indien Sud-est : ce bassin borde les côtes de l'Australie et de l'Indonésie.
  - Indian Sud-ouest : ce bassin comprend la côte ouest de l'Afrique, incluant Madagascar, le Mozambique, l'Île Maurice, La Réunion, l'archipel des Comores, la Tanzanie et le Kenya[15]. Même si les cyclones tropicaux sont assez fréquents dans le secteur, Météo-France n'a convoqué dans son bureau de La Réunion du personnel de recherche en cyclones tropicaux qu'en 1999[15].

##### Centres spécialisés
Il y a sept centres régionaux spécialisés dans le suivi des cyclones tropicaux, de les nommer, ainsi que d'émettre des avis et avertissements à leur propos comme on peut voir sur la carte et certains sous centres mentionnés dans le tableau,. Le US Joint Typhoon Warning Center (JTWC), un centre de prévision des forces armées américaines, émet lui aussi régulièrement des avis pour les cyclones du Pacifique Nord-ouest, l'Océan Indien Nord et Sud et le Pacifique Sud-Ouest pour les besoins des opérations des bases américaines, même s'il n'est pas officiellement mandaté par l'OMM. Le US Naval Western Oceanography Center de la US Navy, situé à Pearl Harbor (Honolulu), agit  de même pour l'Océan Pacifique à l'est du 180°E.

#### Programme d'urgences environnementales
Dix centres ont une responsabilité de suivi et de prévision du déplacement, dispersion et retombées des gaz et des particules, en cas de catastrophes environnementales trans-frontalières (éruptions volcaniques, explosions nucléaires, etc.). Ils sont : 
- Deutscher Wetterdienst à Offenbach pour l'Europe ;
- Met Office à Exeter pour l'Europe et l'Afrique ;
- Météo-France à Toulouse pour l'Europe et l'Afrique ;
- Centre météorologique canadien à Montréal pour les Amériques avec une responsabilité pour le Pacifique Sud-ouest dans le plan de la continuité des services ;
- National Weather Service de Washington DC pour les Amériques avec une responsabilité pour le Pacifique Sud-ouest dans le plan de la continuité des services ;
- Centre météorologique national de Chine de l'agence météorologique chinoise à Beijing pour l'Asie ;
- Obninsk pour l'Asie ;
- Agence météorologique du Japon de Tokyo pour l'Asie ;
- Bureau of Meteorology de Melbourne pour le pacifique Sud-ouest ;
- Zentralanstalt für Meteorologie und Geodynamik à Vienne pour l'Europe.